# Torpes (Doubs)
Torpes é uma comuna francesa na região administrativa de Borgonha-Franco-Condado, no departamento de Doubs. Estende-se por uma área de 5,55 km². Em 2010 a comuna tinha 1 037 habitantes (densidade: 186,8 hab./km²).